# Пролетер (новине)
Пролетер је био званично гласило Централног комитета Комунистичке партије Југославије. Излазио је од 1929. до 1942. године. У то време КПЈ је била у илегали.
Пролетер је накратко штампан у Загребу 1929. године, након чега је дуго времена излазио у емиграцији. Штампан је у Бечу до 1934, у Прагу до 1936, а потом уређиван у Паризу а штампан у Бриселу до почетка 1938. године. До средине 1939. није штампан. Почетком 1940. штампа се у Загребу, а од средине 1940. у Београду.
Издавач и администратор партијског органа „Пролетер“ у Паризу је био Живојин Павловић.

### О успону Хитлера
Непосредно по доласку Хитлера на власт, Пролетер је писао да нова власт која представља великокапиталисте, јункере и њихове плаћенике, „жуте разбојничке банде“, има за циљ да разбијањем Комунистичке партије Немачке изврши заробљавање немачког пролетаријата како би припремила „империјалистичку интервенцију против Совјетског Савеза“. Пролетер је извештавао да је прва акција „јуришних одреда фашистичких бандита“ био погром у радничким квартовима Немачке и да је само у фебруару 1933. убијено преко сто комуниста. Нацисти су потпалили Рајхстаг са циљем да оптуже комунисте и изазову „погромистичку психозу“ против њих, започињући са хапшењима и забраном штампе, док је само од 28. фебруара до 5. марта 1933. ухапшено преко десет хиљада комуниста. Пролетер је апеловао да „радне и угњетене масе“ целог света помогну борбу немачких комуниста „појачањем револуционарне борбе против фашизма у властитим земљама“, јер само јединствена борба радника може оборити „владу пљачке“, грађанског и империјалистичког рата и ослободити Немачку „од версаљских окова и социјаног заробљења“.
Пролетер је априла 1933. године поводом организованог бојкота, односно терора Јевреја у Немачкој писао да „хитлеровски бандити врше погроме над Јеврејима, какве није знала ни царска Русија“.
Долазак Хитлера на власт и јачање фашизма у Европи виђен је као знак да је буржоазија одлучила „да преко хиљада љешина радника извуче свој пропали поредак из кризе“. Оцењивано је да је немачка социјалдемократија „срамотно“ капитулирала пред фашизмом, одбијајући све предлоге комуниста за заједничку борбу, а њена политика сарадње са буржоазијом и супротстављања револуционараној борби, са оправдањем да брани демократију и мир, омогућила је победу фашизма и довела до сопственог „банкротства“. Пролетер је веровао да је историјска кривица социјалдемократије што је „прокрчила пут фашизму“ и спречила радничку класу да му се одлучно супротстави.

### О народном фронту
Поводом Седмог конгреса Коминтерне 1935. на коме је донета одлука о заједничкој борби комунизма и демократије против фашизма, Пролетер је писао да је први циљ комуниста уједињење радничке класе за борбу „против фашизма, против рата, против навале капитала“. Будући да фашизам поништава све слободе, комунисти морају да се боре „за очување демократских права и слобода“, окупљајући око радничке класе све демократске слојеве „у фронт народне слободе“. Фашизам уништава независност малих народа, и зато комунисти морају „с оружјем у руци“ да бране њихову слободу. Комунисти морају да „подупиру“ демократију све дотле док она буде водила борбу против фашизма. Фашизам припрема рат, јер хоће „огњем и мачем“ да кроји нове границе и да „у хаос, беду и пропаст“ баци милионе људи. Зато комунисти дижу „заставу мира“ окупљајући све противнике рата. Фашизам води „шовинистичку харангу“ једних народа против других. Зато комунисти иступају са „заставом братства свих народа и раса“. Признавало се да комунисти тиме врше „марксистички прорачунату тактичку преоријентацију“, јер то тражи измењена ситуација.
Пролетер је 1935. извештавао да је Народни фронт у Француској окупио широке групације, од комуниста, социјалиста, пацифиста, синдикалиста до радикала и радикал-социјалиста, за борбу против фашизма и спречавање средњих слојева да пређу у фашистички „табор“, оцењујући да је његова манифестација у Паризу 14. јула те године са пола милиона учесника, превазишла све дотадашње у одбрани слободе.